# Deklaracja pekińska (2024)
Deklaracja pekińska, oficjalnie: Deklaracja pekińska w sprawie zakończenia podziału i wzmocnienia jedności narodowej Palestyny (arab. ‏اعلان بكين لإنهاء الانقسام وتعزيز الوحدة الوطنية الفلسطينية‎, chiń. 关于结束分裂加强巴勒斯坦民族团结的北京宣言) – porozumienie podpisane 23 lipca 2024 przez 14 różnych frakcji palestyńskich, w tym Al-Fatah i Hamas jako część procesu pojednania między obiema frakcjami w wewnętrznym konflikcie, który rozpoczął się po wyborach do parlamentu w Palestynie w 2006 i którego kulminacją było zbrojne przejęcie Gazy przez Hamas z rąk Fatahu w 2007.
Stronami porozumienia są:
- Al-Fatah
- Hamas
- Palestyński Islamski Dżihad
- Ludowy Front Wyzwolenia Palestyny
- Demokratyczny Front Wyzwolenia Palestyny
- Palestyńska Partia Ludowa
- Palestyński Ludowy Front Walki
- Palestyńska Inicjatywa Narodowa
- Ludowy Front Wyzwolenia Palestyny – Główne Dowództwo
- Palestyńska Unia Demokratyczna
- Front Wyzwolenia Palestyny
- Arabski Front Wyzwolenia
- Palestyński Front Arabski
- As-Sa’ika.

Wszystkie frakcje zobowiązały się do współpracy w ramach Organizacji Wyzwolenia Palestyny i udaremniania wszelkich prób wysiedlenia Palestyńczyków z ich ziemi oraz podkreśliły prawo narodu palestyńskiego do stawiania oporu izraelskiej okupacji zgodnie z prawem międzynarodowym i Kartą Narodów Zjednoczonych.
W ceremonii podsumowującej porozumienie uczestniczyli także reprezentanci Egiptu, Algierii, Arabii Saudyjskiej, Kataru, Jordanii, Syrii, Libanu, Rosji i Turcji.